# Ctenus ramosi
Ctenus ramosi är en spindelart som beskrevs av Alayón 2002. Ctenus ramosi ingår i släktet Ctenus och familjen Ctenidae.
Artens utbredningsområde är Kuba. Inga underarter finns listade i Catalogue of Life.